# Windows Mail
Windows Mail是微軟開發的電子郵件應用程序，是Windows Vista的一個附屬應用程式，但並未包含在Windows 7中。Windows 7中的后继者是需要自行安装的Windows Live Mail。

## 功能
Windows Mail的用戶界面已更改，以匹配Windows Vista的外觀。某些界面功能是從Microsoft Outlook 2003導入的，包括右側的閱讀窗格。已添加微軟幫助組，這是微軟新聞組的預配置鏈接。在標準新聞組功能之上已經分層了一些附加功能，以將各個線程標記為問題或已回答的問題。也可以對帖子進行評級。
郵件現在存儲在單個文件中，而不是存儲在單個數據庫文件中。基於可擴展存儲引擎的事務索引數據庫實現了實時搜索，並提高了存儲數據的穩定性和可靠性。如果損壞，可以從郵件文件重建索引。帳戶設置信息不再存儲在Windows註冊表中。它與郵件本身一起存儲，從而可以在一個步驟中將整個Windows Mail配置和郵件存儲複製到另一台計算機。
添加了貝葉斯垃圾郵件過濾和頂級域阻止和編碼阻止。還引入了網絡釣魚過濾器，保護用戶免受已被識別為惡意的網站的侵害。
從Windows Mail中刪除的功能包括支持WebDAV協議、支持多個身份，收集配置和電子郵件消息，可以相互獨立地加載，但可以隨時切換、支持拼寫檢查Microsoft Office的詞典。